# Andrea Lalli
Andrea Lalli (ur. 20 maja 1987 we Florencji) – włoski lekkoatleta specjalizujący się w biegach średnich i długich.
W 2009 wywalczył srebrny medal mistrzostw Europy U23. Wielokrotny uczestnik przełajowych mistrzostw świata oraz medalista mistrzostw Europy. Reprezentant Włoch i medalista mistrzostw kraju.

## Osiągnięcia
| Rok  | Impreza                                          | Miejsce                | Konkurencja           | Lokata      | Wynik      |
| ---- | ------------------------------------------------ | ---------------------- | --------------------- | ----------- | ---------- |
| 2005 | Mistrzostwa świata w biegach przełajowych        | Saint-Étienne          | bieg juniorów         | 53. miejsce | 26:45      |
| 2005 | Mistrzostwa Europy juniorów                      | Kowno                  | bieg na 5000 m        | 6. miejsce  | 14:28,73   |
| 2005 | Mistrzostwa Europy w biegach przełajowych        | Tilburg                | bieg juniorów         | 12. miejsce | 16:53      |
| 2006 | Mistrzostwa świata w biegach przełajowych        | Fukuoka                | bieg juniorów         | 30. miejsce | 25:24      |
| 2006 | Mistrzostwa Europy w biegach przełajowych        | San Giorgio su Legnano | bieg juniorów         | 1. miejsce  | 16:53      |
| 2006 | Mistrzostwa Europy w biegach przełajowych        | San Giorgio su Legnano | drużyna juniorów      | 1. miejsce  |            |
| 2007 | Młodzieżowe mistrzostwa Europy                   | Debreczyn              | bieg na 5000 m        | 12. miejsce | 14:07,14   |
| 2007 | Mistrzostwa Europy w biegach przełajowych        | Toro                   | bieg młodzieżowców    | 4. miejsce  | 24:43      |
| 2008 | Mistrzostwa świata w biegach przełajowych        | Edynburg               | bieg seniorów         | 70. miejsce | 37:44      |
| 2008 | Mistrzostwa Europy w biegach przełajowych        | Bruksela               | bieg młodzieżowców    | 1. miejsce  | 24:43      |
| 2008 | Mistrzostwa Europy w biegach przełajowych        | Bruksela               | drużyna młodzieżowców | 2. miejsce  |            |
| 2009 | Superliga drużynowych mistrzostw Europy          | Leiria                 | bieg na 5000 m        | 6. miejsce  | 14:27,60   |
| 2009 | Młodzieżowe mistrzostwa Europy                   | Kowno                  | bieg na 10 000 m      | 2. miejsce  | 29:49,80   |
| 2009 | Mistrzostwa Europy w biegach przełajowych        | Dublin                 | bieg seniorów         | 18. miejsce | 32:02      |
| 2009 | Mistrzostwa Europy w biegach przełajowych        | Dublin                 | drużyna seniorów      | 3. miejsce  |            |
| 2010 | Mistrzostwa świata wojska w biegach przełajowych | Ostenda                | bieg krótki           | 1. miejsce  | 13:08      |
| 2010 | Mistrzostwa świata wojska w biegach przełajowych | Ostenda                | bieg krótki drużynowo | 3. miejsce  |            |
| 2010 | Mistrzostwa Europy                               | Barcelona              | bieg na 10 000 m      | 7. miejsce  | 29:05,20   |
| 2010 | Mistrzostwa Europy w biegach przełajowych        | Albufeira              | bieg seniorów         | 6. miejsce  | 29:28      |
| 2012 | Mistrzostwa Europy w biegach przełajowych        | Budapeszt              | drużynowa seniorów    | 3. miejsce  |            |
| 2012 | Mistrzostwa Europy w biegach przełajowych        | Budapeszt              | bieg seniorów         | 1. miejsce  | 30:01      |
| 2013 | Puchar Europy w biegu na 10 000 metrów           | Prawec                 | indywidualnie         | 7. miejsce  | 29:05,13   |
| 2013 | Puchar Europy w biegu na 10 000 metrów           | Prawec                 | drużynowo             | 1. miejsce  | 1:26:32,92 |
| 2013 | Igrzyska śródziemnomorskie                       | Mersin                 | półmaraton            | 6. miejsce  | 1:10:11    |

## Rekordy życiowe
| Konkurencja      | Rezultat | Data             | Miejsce  |
| ---------------- | -------- | ---------------- | -------- |
| Bieg na 1500 m   | 3:43,36  | 2 lipca 2008     | Mediolan |
| Bieg na 3000 m   | 8:03,20  | 6 czerwca 2008   | Turyn    |
| Bieg na 5000 m   | 13:45,61 | 12 czerwca 2009  | Lugano   |
| Bieg na 10 000 m | 28:17,64 | 25 kwietnia 2010 | Rieti    |